# Canal Zamorano
El canal Zamorano es un cauce artificial de agua terminado de construir en 1980 que trasvasa 2 m³/s de aguas desde el río Claro de Rengo hasta la segunda sección del estero Zamorano a través de una depresión natural del terreno de 2 km que hizo necesaria solo excavaciones para 1,6 km.: 61–62 